# ماریا اولافسدوتیر
ماریا اولافسدوتیر (به انگلیسی: María Ólafsdóttir) (زاده ۲ فوریه ۱۹۹۳) بازیگر و خواننده ایسلندی است.
او در مسابقه آواز یوروویژن ۲۰۱۵ نماینده ایسلند بود.